# Yahoo! News
Yahoo! News (Јаху њуз) је интернет новинарски агрегатор које је покренула компанија Јаху. Вести на овом сајту подељене су у категорије политика, бизнис, здравље, путовања, време, нове слике и друге. 
Чланци на Јаху њузу преузимају се од новинских агенција као што су Асошијетед прес (АП), Ројтерс, Франс-прес (АФП), Фокс вести, САД данас, CNN.com, Си-Би-Си њуз, Севен њуз, Би-Би-Си и другима.

## Популарност
Јаху њуз један је од најпосећенијих интернет информативних сајтова у Сједињеним Америчким Државама. У априлу 2009. сајт news.yahoo.com нашао се на другом месту по броју посета, одмах иза сајта msnbc.com и испред интернет адресе Си-Ен-Енна.